# Cromoplasto

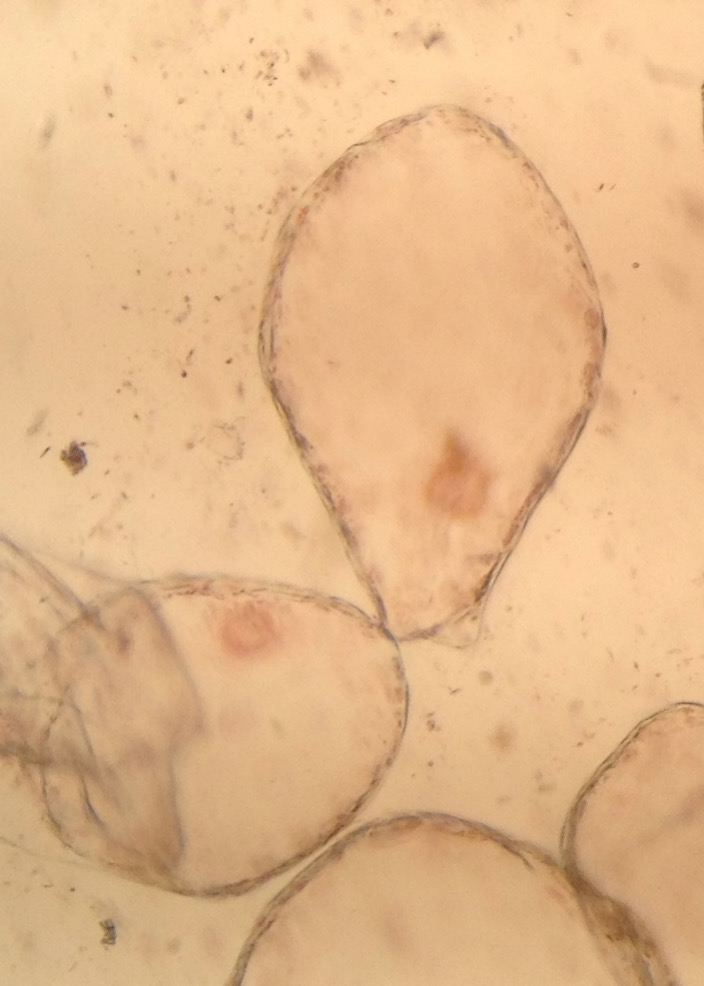
Fotografía con microscopio óptico de cromoplastos con licopeno en célula de tomate

Los cromoplastos son un tipo de plastos, orgánulos propios de la célula vegetal, que almacenan los pigmentos a los que se deben los colores, anaranjados o rojos, de flores, raíces o frutos. Cuando son rojos se denominan "licopeno", cuando son amarillos "xantofilas", cuando son anaranjados "caroteno" y cuando son verdes "clorofila".
Las plantas terrestres no angiospérmicas son básicamente verdes; en las angiospermas aparece un cambio evolutivo llamativo, la aparición de los cromoplastos, con la propiedad de almacenar grandes cantidades de pigmentos carotenoides.
Ocurre normalmente con la maduración de frutos como el tomate y la naranja. La diferenciación de un cromoplasto no es un fenómeno irreversible, en la parte superior de las raíces de zanahoria, expuestas a la luz, los cromoplastos pueden diferenciarse en cloroplastos perdiendo los pigmentos y desarrollando tilacoides.
Sus funciones son las siguientes:
- Participación en diferentes procesos biosintéticos[1]

- Generar coloraciones particulares que favorezcan la polinización entomófila, esto es, mediante la acción de insectos polinizadores.[2]

Hay cuatro categorías de cromoplastos según su estructura:
- Globulosos: los pigmentos se acumulan en gotas junto con lípidos: Citrus, Tulipa.
- Fibrilares o tubulosos: los pigmentos se asocian con fibrillas proteicas: Rosa, Capsicum annuum.
- Cristalosos: los pigmentos se depositan como cristaloides asociados con las membranas tilacoides: tomate, zanahoria.
- Membranosos: membranas arrolladas helicoidalmente: Narcissus

## Origen Desde el Proplasto y Diferenciación

Tipos de plastos.

Proplastidios
- Plastidios
  - Cloroplasto y etioplasto
  - Cromoplastos
  - Leucoplastos
    - Amiloplastos
      - Estatolito

    - Oleoplastos